# Entelecara truncatifrons
Entelecara truncatifrons är en spindelart som först beskrevs av O. Pickard-Cambridge 1875.  Entelecara truncatifrons ingår i släktet Entelecara och familjen täckvävarspindlar. Inga underarter finns listade i Catalogue of Life.